# Meskhenet
Mesquenete (Meskhenet) era uma deusa da mitologia egípcia associado ao parto. O seu nome significa "o lugar onde a pessoa se agacha", o que se encontrava relacionado com o facto das mulheres egípcias darem à luz em posição agachada com os pés posicionados sobre tijolos. 
Era representada como um tijolo com cabeça de mulher ou como uma mulher com dois objectos verticais sobre a cabeça que se enroscavam para o exterior e que alguns consideram tratar-se do útero de uma vaca. Também surgia como vaca com ureu (serpente sagrada) na testa. 
Moldava o ka dos seres, assegurava o nascimento destes em segurança e decidia o destino de cada um deles. Surgia também depois da morte, já que estava presente na chamada "Sala das Duas Verdades" onde os seres humanos eram julgados pelos actos que tinham praticado, informando sobre o que a pessoa tinha feito. Estava presente no momento em que o coração era pesado e simbolicamente assistia ao novo nascimento da pessoa, caso a esta lhe fosse atribuída uma existência no paraíso.
No Papiro Westcar a deusa surge como ajudante no nascimento de três reis da V Dinastia, Userquerés, Sefrés e Neferircaré, assegurando que cada um deles será rei. No templo de Hatexepsute em Deir Elbari, a deusa surge proferindo uma fórmula mágica que visa afastar o mal da rainha no momento do seu nascimento.
Mesquenete era a esposa do deus Harsafés, sendo adorada em Mênfis e em Heracleópolis Magna; nesta última cidade tomava a forma de Ísis. Em alguns textos referem-se quatro deusas Mesquenete, que dançavam e celebravam os nascimentos, sendo consideradas esposas do deus Chai.